# Anasztaszija Romanovna Zaharina orosz cárné
Zaharin Anasztázia (1533 körül – Moszkva, 1560. augusztus 7.),  (oroszul: Анастасия Юрьевна Захарьина (Anasztaszija Jurjevna Zaharina), orosz nemes, házassága révén Oroszország cárnéja.

## Élete
Anasztázia egy befolyásos orosz bojárcsaládból származott, mely később a Romanov-házként vált ismertté. Édesapja Roman Jurjevics Zaharin-Jurjev a Zaharin család Jurjev-ágából származott; édesanyja Uljana Ivanovna volt.
IV. Rettenetes Iván cár a koronázása után nem sokkal az ország összes, eladósorban lévő nemesi leányát meghívta a Kremlbe, hogy alkalmas feleséget válasszon magának. A cár Anasztaszija Romanovnát szemelte ki magának; a pár 1547. február 3-án házasodott össze a Blagovescsenszkij székesegyházban. Ivánnak és Anasztaszijának összesen hat gyermeke született:
- Anna nagyhercegnő (1548–1550)
- Marija nagyhercegnő (1551–1551)
- Dmitrij nagyherceg (1552–1553)
- Ivan nagyherceg (1554–1581)
- Jevdokija nagyhercegnő (1556–1558)
- Fjodor nagyherceg (1557–1598), utóbb orosz cár, felesége Irina Fjodorovna Godunova, 1 leány:
  - Feodoszija Fjodorovna (1592–1594)

Iván és Anasztaszija boldog házasságban éltek; a cárné viszonylag nagy befolyással rendelkezett a férje fölött.

1560-ban meghalt Anasztaszija; a szóbeszéd szerint meggyilkolták. 1996-ban a modern kórboncnoki eredmény a cárné hajában nagy mennyiségű higanyt mutatott ki. A higanyt akkoriban alkalmazták a lepra és a szifilisz gyógyítására is, de higanyt tartalmazott a női kozmetikumok nagy része is. Anasztaszija Romanovna halálának kérdése tehát máig eldöntetlen maradt.
Anasztaszija unokaöccse, Fjodor volt az első olyan Zaharin-Jurjev, aki felvette a Romanov családnevet. Később fia, Mihail az Anasztaszijával létrejött Rurik–Romanov rokonság ürügyén foglalta el az orosz trónt, megkezdve ezzel a Romanov-ház háromszáz éves uralmát.